# Unterwegs (Zeitschrift)
Unterwegs war eine Zeitschrift, die in der DDR von 1957 bis 1962 in einer Auflage von 50.000 bis 70.000 Exemplaren erschien. Es handelte sich um ein Magazin für Wandern, Bergsteigen, Zelten und Reisen, das vom Komitee für Touristik und Wandern herausgegeben wurde. Der Interessentenkreis reichte vom Wochenendspaziergänger bis zum Alpinisten, Wasser-, Fahrrad- und Motorradsportler. Der Einzelpreis pro Heft betrug 1 Deutsche Mark der Deutschen Notenbank (DM). Sie war an allen Kiosken erhältlich und im Abonnement durch den Postzeitungsvertrieb zu beziehen. Die Zeitschrift erschien im Verlag Junge Welt in Berlin. Mit dem Heft 9 wurde nach sechs Jahrgängen das Erscheinen der Reisezeitschrift eingestellt.
Jedes Heft umfasste 48 Seiten und enthielt zahlreiche Illustrationen und Fotos. Für diese Reisezeitschrift schrieben u. a. Fritz Rudolph, Franz Butterlin, Werner Bregula, Ernst Schramm und Karl Mundstock.